# Uplengen
Uplengen là một đô thị thuộc huyện Leer, bang Niedersachsen, Đức. Đô thị này có diện tích 149 km². Dân số cuối năm 2006 là 11.355 người.
Các khu vực dân cư
- Bühren
- Großoldendorf
- Großsander
- Hollen
- Jübberde
- Klein Remels
- Kleinoldendorf
- Kleinsander
- Meinersfehn
- Neudorf
- Neufirrel
- Nordgeorgsfehn
- Oltmannsfehn
- Poghausen
- Remels
- Selverde
- Spols
- Stapel
- Südgeorgsfehn